# 3009 Ковентрі
3009 Ковентрі (3009 Coventry) — астероїд головного поясу, відкритий 22 вересня 1973 року.
Тіссеранів параметр щодо Юпітера — 3,636.